# Liviu Sorin Robe
Liviu Sorin Robe (n. 28 octombrie 1977) este un senator român, ales în 2024 din partea POT. 